# Florian Unruh
Florian Unruh (7 de junho de 1993) é um arqueiro profissional alemão.

## Carreira
Kahllund competiu internacionalmente pela primeira vez em 2013, e em 2014 conquistou o título individual no Campeonato Europeu em Echmiadzin e se classificou para a Final da Copa do Mundo, vencendo a terceira etapa da competição individual em Antalya.
Ele ganhou a medalha de prata no evento recurvo individual masculino no Campeonato Europeu de Tiro com Arco de 2022, realizado em Munique, Alemanha. Ele também ganhou a medalha de prata no evento recurvo por equipe mista. Nos Jogos Olímpicos de Verão de 2024, conseguiu a prata na disputa por equipes mista, ao lado de Michelle Kroppen.